# Brodina (gmina Izvoarele Sucevei)
Brodina (ukr. Бродина, Brodyna) – wieś w Rumunii, w okręgu Suczawa, w gminie Izvoarele Sucevei. W 2011 roku liczyła 756 mieszkańców. 